# 张政 (1966年)
张政（1966年4月—），男，黑龙江大庆人，中华人民共和国官员，曾为中国中央电视台主持人，曾任光明日报总编辑，现任中共第二十届中央候补委员，中国文学艺术界联合会党组书记、书记处书记、副主席。妻子為中国中央电视台主持人颜倩。

## 生平
张政于1985年9月考入北京广播学院播音系播音专业，1987年12月加入中国共产党。1989年7月毕业后，同年8月进入中国中央电视台工作。曾先后担任《新闻联播》、《正大综艺》、《朋友》等节目的播音员、主持人，并多次主持央视春晚等大型文艺晚会。其间，1997年9月至2001年7月，在中国人民大学经济管理系硕士研究生班学习，获得硕士学位；2000年9月至2004年7月在北京广播学院广播电视艺术专业博士研究生学习，获得博士学位。2003年11月离开中国中央电视台，担任中国广播艺术团副团长。2006年3月任中国演出管理中心副主任。2006年7月升任主任，主持工作；2007年3月明确为正局级。2008年1月当选第十一届全国政协委员，代表中华全国青年联合会，分入第十六组。并担任提案委员会专委。
2008年8月转入地方党政系统，挂职担任中共新疆维吾尔自治区人民政府党组成员、主席助理。2009年12月，任中共阿勒泰地委副书记（正厅长级）。2012年2月，调往贵州省任中共铜仁市委副书记（保留正厅长级）。2012年7月，任中共黔西南布依族苗族自治州党委副书记（保留正厅长级）。2013年1月，任中共黔西南布依族苗族自治州党委书记。
2017年6月，任光明日报社总编辑。2018年1月，当选第十三届全国政协委员。
2021年3月，任中共河北省委常委、宣传部部长。
2024年2月，任文化和旅游部党组副书记、副部长（排名第一）。
2025年3月，任中国文学艺术界联合会全委会委员、党组书记、书记处书记、副主席（正部长级）。同月19日，卸任文化和旅游部副部长一职。